# سلاویتشین
سلاویتشین (به چکی: Slavičín) یک منطقهٔ مسکونی و شهرستان دارای شهرک سابقاً روستا در جمهوری چک است که در ناحیه زلین واقع شده‌است. سلاویتشین ۸٬۶۴۴ نفر جمعیت دارد.